# WELCOME TO DREAM
「WELCOME TO DREAM」（ウェルカム・トゥ・ドリーム）は、わーすたの配信限定シングル。2018年3月21日にiDOL Streetから発売された。

## 概要
「イベント会場/mu-moショップ限定商品」（ミュージックカード×6形態）の1種6形態で発売。ミュージックカードのみのリリースで、CDは未発売。わーすたはインディーズ時代に「いぬねこ。青春真っ盛り」をミュージックカードのみで発売しているが、メジャーデビュー以降では初の配信限定シングルとなる。
表題曲となる「WELCOME TO DREAM」は、2018年1月9日からテレビアニメ『アイドルタイムプリパラ』のエンディングテーマとして使用された。ライブでの初披露は1月8日にマイナビBLITZ赤坂で行われた『わーすた LIVE TOUR 2017 パラドックス ワールド』の東京公演となった。「WELCOME TO DREAM」についてメンバーは、「Just be yourself」、「最上級ぱらどっくす」の歌詞で歌ってきたことの答えとなる集大成の楽曲であると説明している。

### ミュージックビデオ
「WELCOME TO DREAM」のミュージックビデオは3月9日にYouTubeで公開された。販売はされていない。公開される数日前から、Twitter、Instagram Stories、MixChannel、musical.ly、Tik Tokの各SNS上で、それぞれのSNSの特徴にあった形でミュージックビデオの断片が随時アップされていた。なお、このミュージックビデオには歌詞が表示されている。ミュージックカードには歌詞カードが付かないため、公式な歌詞はこれらのミュージックビデオを見て確認することになる。

## 収録曲
1. WELCOME TO DREAM
作詞：鈴木まなか、作曲・編曲：加藤裕介
2. 最上級ぱらどっくす
作詞：鈴木まなか・渡邉シェフ、作曲：安藤啓希・須藤隼太、編曲：岸田勇気
  - 4thシングル
3. Just be yourself
作詞：鈴木まなか、作曲・編曲：Kon-K
  - 3rdシングル
4. WELCOME TO DREAM(Instrumental)
5. 最上級ぱらどっくす(Instrumental)
  - 初収録。
6. Just be yourself(Instrumental)
  - 3rdシングル『Just be yourself』の通常盤に収録。
7. WELCOME TO DREAM(KARAOKE)
8. 最上級ぱらどっくす(KARAOKE)
  - 4thシングル『最上級ぱらどっくす』に収録。
9. Just be yourself(KARAOKE)
  - 3rdシングル『Just be yourself』の初回生産限定盤に収録。

## 音楽配信
今回も4thシングル『最上級ぱらどっくす』を配信していたダウンロード型もしくはストリーミング型の各サービスで一斉に、『アイドルタイムプリパラ』での初OA日の深夜にあたる1月10日未明に「WELCOME TO DREAM」のみ先行配信を行った。今回はハイレゾ音源も先行配信対象となった。一方、残りの収録曲についてはミュージックカード発売日である3月21日以降も配信されていない。なお、当初 うたパスとJ:COMミュージックでは「WELCOME TO DREAM」も含めて一切配信されない状況だったが、現在は「WELCOME TO DREAM」のみ配信している。
太字の配信サービスはハイレゾ音源を配信している。MVは「WELCOME TO DREAM」のMVも配信していることを示す。

## イベント
ミュージックカードはCDショップ店頭では販売されないので訪店イベントは行われないはずだが、HMVエソラ池袋でミュージックカード発売日にリリースイベントを開催した。
| 日程          | 公演名                               | 会場                            | 備考 |
| ------------- | ------------------------------------ | ------------------------------- | --- |
| 2018年3月21日 | 「WELCOME TO DREAM」リリースイベント | HMVエソラ池袋 3階               | イベント内容は公式HP参照。                                                                                            |
| 2018年4月7日  | mu-moイベント                        | プレミアヨコハマ プレミアホール | 個別握手会(2部制)、個別写メ会 or チェキ会(2部制)、グループ写メ会 or チェキ会(2部制)、個別私物サイン会、個別ゲーム会。 |

さらに、3月1日から3月31日まで期間限定で「The Pie Hole L.A.」日本3号店・原宿竹下通り店でコラボレーションカフェを開催。